# Polysertularella polyseriata
Polysertularella polyseriata is een hydroïdpoliepensoort uit de familie van de Sertulariidae. De wetenschappelijke naam van de soort is voor het eerst geldig gepubliceerd in 2011 door Antsulevich.